# Sevgi Soysal
Sevgi Soysal, née Sevgi Yenen le 30 septembre 1936 et morte le 22 novembre 1976 à Istanbul, est une écrivaine turque.

## Biographie
Elle est née sous le nom de Sevgi Yenen à Istanbul le 30 septembre 1936. Son père est un architecte originaire de Salonique et sa mère est une Allemande. Elle est la troisième d'une fratrie de six enfants. Elle passe son enfance à Ankara. En 1956, elle se marie avec un poète turc, Özdemir Nutku. Ils s’installent à Göttingen où elle suit des cours d’archéologie et de théâtre à l’université. En 1958, le couple revient en Turquie, à Ankara. Elle travaille au centre culturel allemand et à la radio tout en se consacrant à l'écriture. Elle joue au théâtre et publie en 1962 son premier recueil de nouvelles, Tutuklu perçem [La mèche amoureuse].
En 1965, elle se remarie avec Başar Sabuncu. Elle devient également responsable de programmation à la radio-télévision turque (TRT). Son roman, Yürümek [Marcher], publié en 1970, est consacré au mariage et aux relations entre les femmes et les hommes, un thème abordé par une nouvelle génération de femmes de lettres turques. Ce roman est attaqué pour indécence. Elle est contrainte d'abandonner temporairement ses fonctions à la TRT.
À la suite du coup d'État de 1971, elle est emprisonnée huit mois, accusée de soutenir l'opposition, et elle perd à nouveau son travail à l'Office de la radio-télévision turque,,. Elle épouse en prison, en troisièmes noces, un professeur de droit constitutionnel Mümtaz Soysal, également emprisonné. Elle raconte son expérience d'emprisonnement dans Kadmlar Koģuşu [Cellule de femmes], paru en 1976. Elle se rend à Londres en 1976 pour tenter  de soigner un cancer du poumon, et écrit Hoşgeldin Ölüm [Bienvenue, la mort], publiée à titre posthume.
Sevgi Soysal meurt le 22 novembre 1976, alors âgée de quarante ans.

## Œuvres

### Romans
- Tante Rosa (1968)
- Yürümek (1970)
- Yenişehir'de Bir Öğle Vakti (1973), prix du roman Orhan Kemal en 1974.
- Şafak (1975)
- Hoşgeldin Ölüm, roman inachevé.

### Divers
- Tutuklu perçem (1962), recueil de nouvelles.
- Yıldırım Bölge Kadınlar Koğuşu (1976)
- Barış Adlı Çocuk (1976)

### Œuvres publiées en français
- Tante Rosa, Intervalles, 2016, traduit du turc par Claire Simondin.